# Nadide Sultan
Nadide Sultan Türkoğlu (* 15. November 1976 in İstanbul), genannt Nadide Sultan, ist eine türkische Pop-Sängerin und Songwriterin.

## Leben und Karriere
1997 brachte Türkoğlu ihr erstes Album Vuslat'a Beş Kala auf den Markt. In ihrer Musikkarriere hat sie bisher sechs Alben, eine EP und mehrere Singles veröffentlicht.
Der im Jahr 1999 veröffentlichte Song Konyalım wurde der bekannteste Hit von Nadide Sultan.
2011 hat sie das Bachelor-Studium am Konservatorium der Technischen Universität Istanbul absolviert.
2014 hat sie das Master-Studium am Konservatorium der Haliç Universität Istanbul absolviert.
Im August 2014 heiratete Türkoğlu den Filmregisseur Hakan Yonat.

## Diskografie

### Alben
- 1997: Vuslat'a Beş Kala (dt. „5 vor der Vereinigung“)
- 1999: Tutuldum (dt. „Mich hat es erwischt“)
- 2000: Aşktan Ölsem (dt. „Wegen der Liebe sterben“)
- 2004: Dene Bakalım (dt. „Versuche es doch“)
- 2007: Tek Kişilik (dt. „Nur für einen“)
- 2012: Hayat Asktan Yana (dt. „Das Leben besteht aus Liebe“)

### EPs
- 2010: Nadide'S

### Singles
- 1997: Vuslat'a Beş Kala
- 1997: Ben Olaydım
- 1999: Tutuldum
- 1999: Konyalım (Volkslied)
- 1999: Beyaz Atlım
- 2000: Alışkanlık Yaparım
- 2004: Dene Bakalım
- 2005: Halime Kız - Bu Fasulye (Volkslied)
- 2007: Tek Kişilik
- 2008: Üç Dilek
- 2010: Olmadı Gitti
- 2012: Kimsesiz Biri
- 2013: Taşındım Yüreğinden
- 2013: Anlayan Anlar
- 2014: Vazgec Kalbim (mit Nezih Üçler)
- 2016: Kalbimin Sahibi
- 2017: Uçmalıyım
- 2023: Ona Söyle
- 2023: Kumdan Kaleler
- 2024: Yüreğimde Yara Var

## Filmografie
- 2001: Çifte Bela (Fernsehserie)
- 2005: Ispanaktan Nağmeler (Film)
- 2005: Bodrum Hakimi (Film)
- 2009: Yapma Diyorum (Fernsehserie)